# OK Olie
OK Olie A/S var et dansk olieselskab, der i 1978 i første omgang indgik en samarbejdsaftale med Fyns Kulindkøbsforening og Dansk Andels Kulforretning men som senere blev en del af fusionen mellem de to. I 1983 var fusionen mellem de tre medlemsejede selskaber gennemført under navnet Olieselskabet Danmark a.m.b.a. (det nuværende OK Benzin). I årene efter fulgte yderligere 4 selskaber med. Andelsselskabet blev dannet som følge af oliekrisen i 1973, da det blev vigtigere end nogensinde at sikre en del af energiforsyningen på danske hænder.
Selskabets navn (og OK Benzins navn siden 1998) kommer af den svenske Olie Konsumenterne, som var aktionær i det daværende selskab.